# Vivacitas
Vivacitas, sottotitolato Live at Glasgow 2002, è un triplo album dal vivo di Keith Emerson e The Nice, pubblicato il 16 settembre 2003.

## Storia
Nel 2002 i Nice, in occasione del 35º anniversario della loro fondazione, si riunirono per sole quattro date nel Regno Unito; l'album è tratto dal terzo concerto, tenuto il 4 ottobre 2002 alla Royal Concert Hall di Glasgow ed è suddiviso come segue:
- Il primo CD corrisponde alla prima parte in cui The Nice, affiancati per l'occasione dal chitarrista Dave Kilminster, ripercorrevano il loro repertorio in un set di circa un'ora;[2]
- il secondo CD documenta l'altra metà dello spettacolo: il tastierista Keith Emerson eseguiva due proprie composizioni per pianoforte solo e quattro pezzi di Emerson, Lake & Palmer — tra cui l'intera suite Tarkus — con la Keith Emerson Band, all'epoca formata da Kilminster, Phil Williams e Pete Riley;[2] gli ultimi due brani Fanfare for the Common Man e Honky Tonk Train Blues corrispondono al bis del concerto, che vedeva entrambe le formazioni assieme sul palco.[3]
- il terzo CD consiste in un'intervista di Chris Welch a The Nice (Emerson, Brian Davison e Lee Jackson), registrata in studio nel 2001.[2]

## Promozione
Alla pubblicazione di Vivacitas seguirono, nell'ottobre 2003, altre dieci date nel Regno Unito che mantenevano lo spettacolo in forma doppia (The Nice e Keith Emerson Band) documentato sul disco. Per The Nice fu l'ultima tournée in assoluto: Brian Davison morì il 15 aprile 2008 e Keith Emerson l'11 marzo 2016.

## Tracce
CD 1 – The Nice
1. America / Rondo (strumentale) – 11:13 (musica: Leonard Bernstein, Dave Brubeck, arr. The Nice)
2. Little Arabella – 4:47 (Keith Emerson, Lee Jackson)
3. She Belongs to Me – 6:21 (Bob Dylan, arr. The Nice)
4. The Cry of Eugene – 5:02 (Emerson, Jackson, Davy O'List)
5. Hang on to a Dream – 10:30 (Tim Hardin, arr. The Nice)
6. Country Pie – 5:57 (Dylan, arr. The Nice)
7. Karelia Suite (strumentale) – 7:58 (musica: Jean Sibelius, arr. The Nice)

Durata totale: 51:48
CD 2 – Keith Emerson / Keith Emerson Band
1. A Blade of Grass (strumentale) – 2:11 (musica: Emerson)
2. A Cajun Alley (strumentale) – 4:11 (musica: Emerson)
3. Tarkus – 21:00
4. Hoedown (strumentale) – 5:06 (musica: Aaron Copland, arr. Emerson, Lake & Palmer)
5. Fanfare for the Common Man (strumentale) – 7:55 (musica: Copland, arr. Emerson, Lake & Palmer)
6. Honky Tonk Train Blues (strumentale) – 6:05 (musica: Meade "Lux" Lewis, arr. Emerson)

Durata totale: 46:28
CD 3 – Intervista
1. Keith Emerson and The Nice – Interview with Chris Welch 2001 – 22:27

## Formazione
The Nice
- Keith Emerson — pianoforte, tastiere
- Lee Jackson — basso elettrico, voce (CD 1, CD2 – tracce: 5-6)
- Brian Davison — batteria, percussioni (CD 1, CD2 – tracce: 5-6)

Keith Emerson Band
- Dave Kilminster — chitarra elettrica (CD 1, CD 2 – tracce da 3 a 6), voce (CD 2 – traccia 3)
- Pete Riley — batteria, percussioni (CD 2 – tracce da 3 a 6)
- Phil Williams — basso elettrico (CD 2 – tracce da 3 a 6)